# Inverness, Nairn, Badenoch and Strathspey (circonscription du Parlement britannique)
Inverness, Nairn, Badenoch and Strathspey est une circonscription électorale britannique située en Écosse.